# 티모테오스

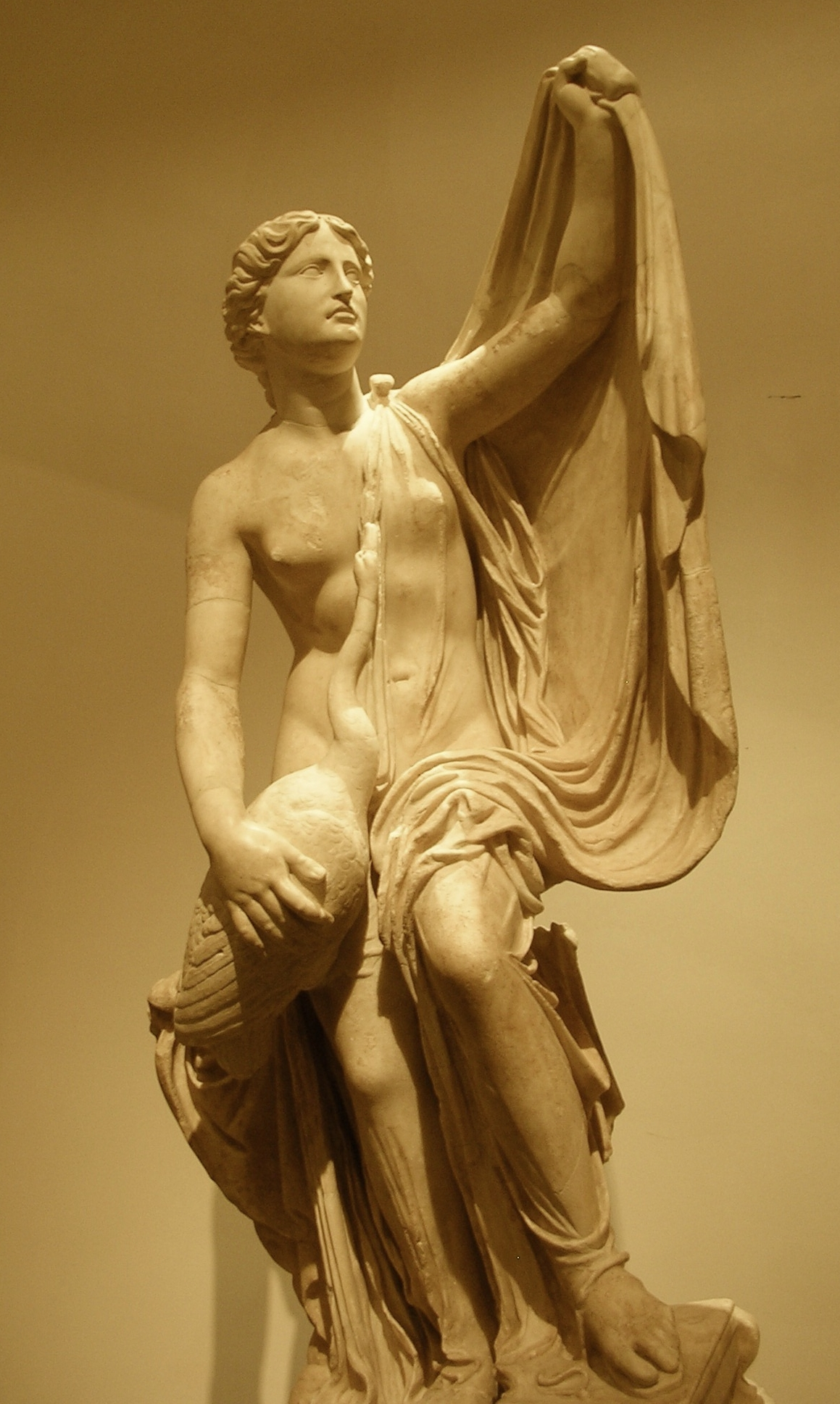
레다와 백조' (프라도 미술관)

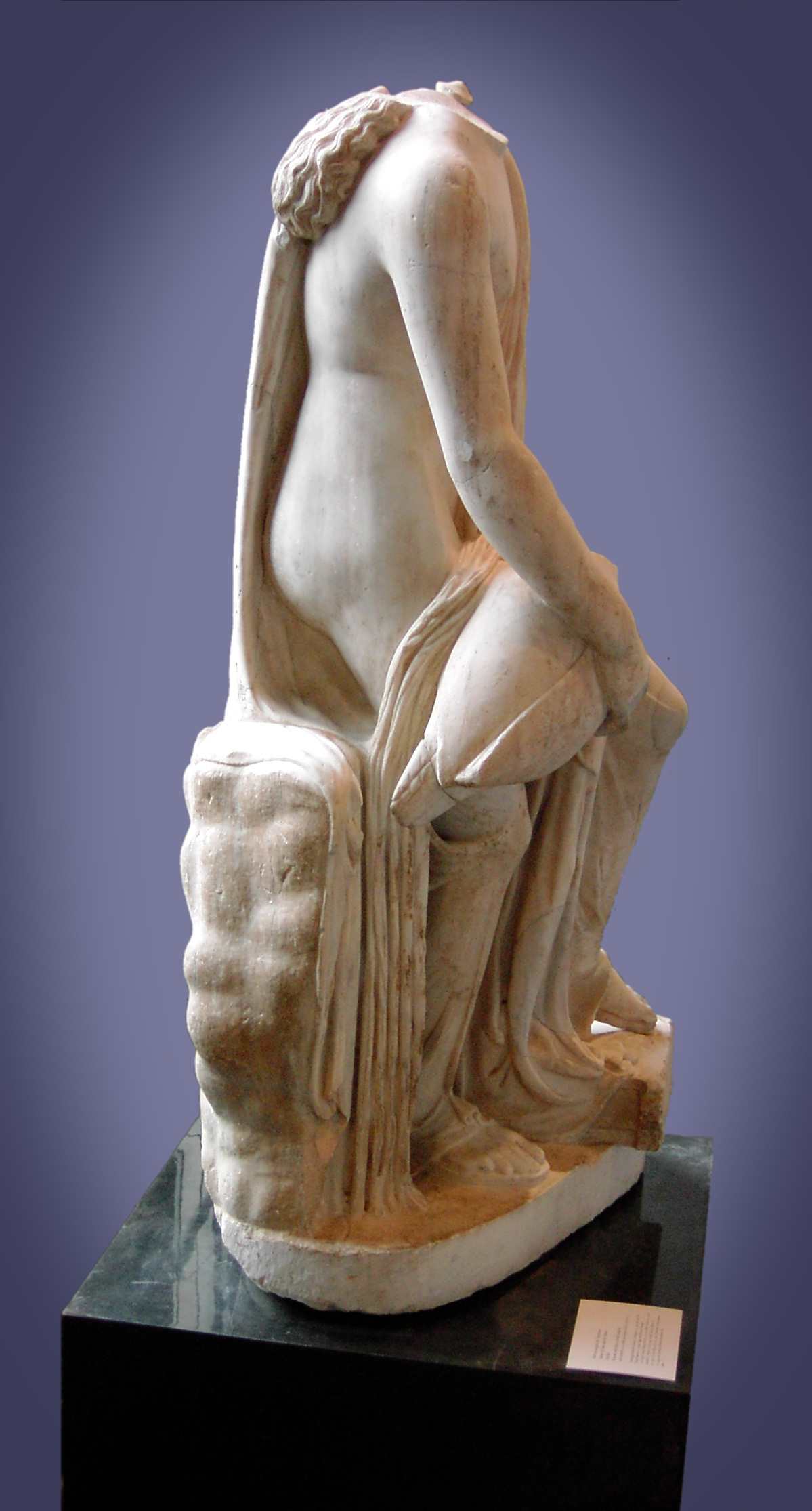
레다와 백조 (예일대 아트갤러리)

티모테오스(Timotheus)는 기원전 4세기 그리스의 조각가로 파로스의 스코파스의 경쟁자이자 동시대인이다.

## 생애
역사가 대 플리니우스에 의하면, 티모테오스는 아르테미시아 2세에 의해 할리카르나소스의 마우솔레움 축조에 참여한 것으로 전해진다.:68
그는 기원전 380년경 에피다우로스에 있는 아스클레피오스의 신전에서 명백히 뛰어난 조각가였다. 그가 기여한 작품에는 〈레다와 백조〉가 있으며, 스파르타의 레다 여왕이 독수리로부터 백조를 보호하는 조각이었다. 그것을 기반으로 ‘티모테우스를 따라했다’고 전해지는 복제한 로마 시대의 복제품이 카피톨리니 미술관에 소장되어 있다. 현존하는 로마 시대 조각 복제품들 중 24점이 남아 있는 것으로 판단컨대 그는 매우 인기 있는 조각가였음에 틀림없다. 가장 뛰어난 예술성을 지닌 것은 로마의 카피톨리니 박물관에 있는 것으로 교황 클레멘스 14세가 알레산드로 알바니 추기경의 상속자로부터 구매한 것이다. 가장 잘 복원된 작품으로는 프라도 미술관에 있는 것이며, 불완전한 것은 코네티컷주 뉴헤이븐의 예일대학교 아트 갤러리에 있다.